# نور در بین ملت‌ها
نور در بین ملتها (عبری:אור לגויים اور لگویم) یا نور در بین جنتیلها اصطلاحی است که از کتاب اشعیا در انجیل عهد عتیق گرفته شده‌است. این عبارت معمولاً به معنی انتخاب یهودیان به عنوان راهنما و رهبر تمامی ملتها است. برای مسیحیان و یهودیان مسیحی معنی صحبتهای اشعیا نور در بین ملتها خطاب به عیسی مسیح است.

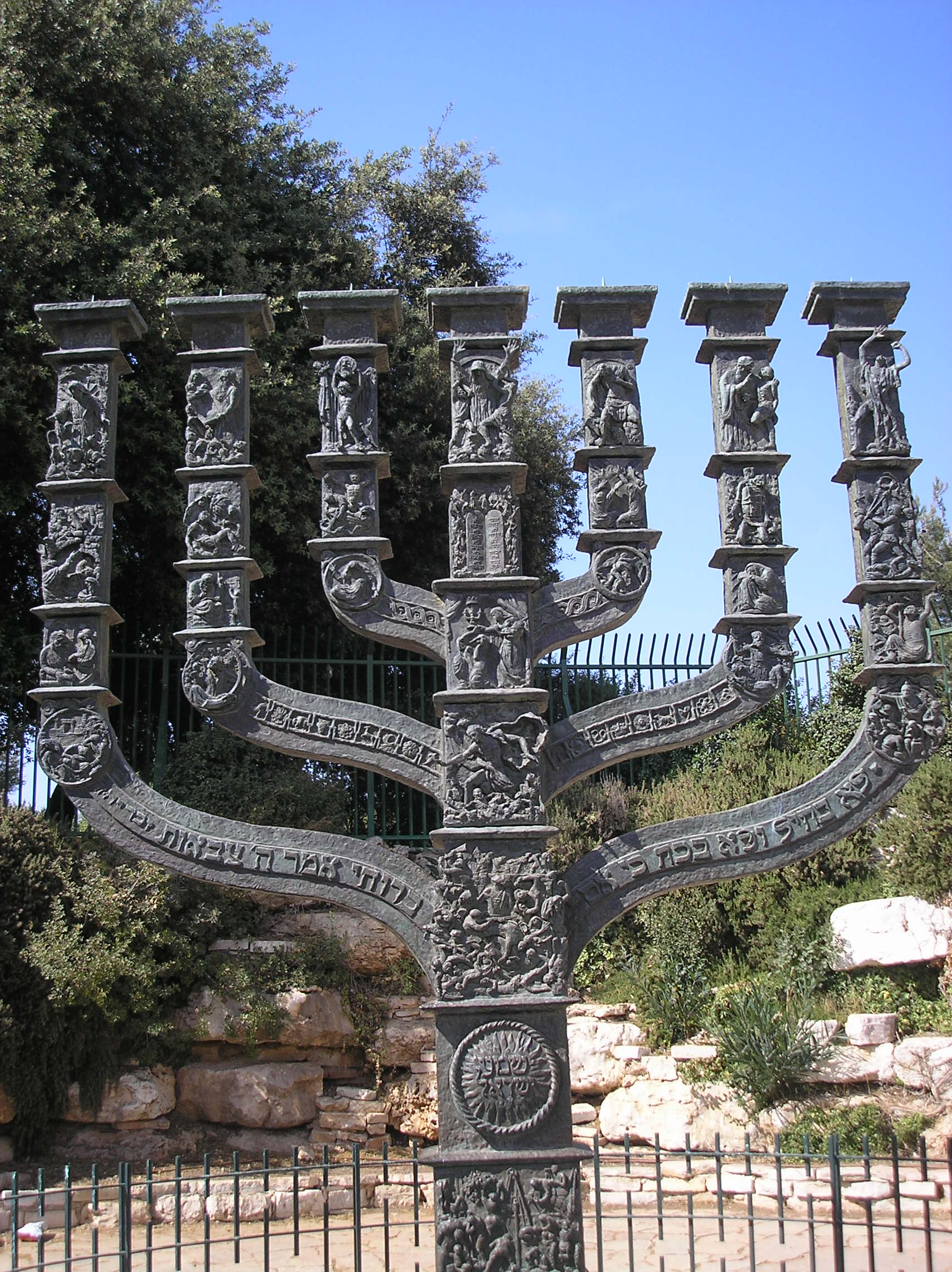
نماد کنست اسرائیل که سمبل اسرائیل به عنوان نور در بین ملتها است.

## عهد عتیق
این اصطلاح از کتاب اشعیا در عهد عتیق گرفته شده‌است:
"او گفت، این امر سبکی است که شما بنده من باشید، برای قبیله‌های یعقوب، و برای بازگردان قدرت اسرائیل، و من شما را به عنوان نور در بین ملتها قرار می‌دهم تا برای رستگاری من تا آخرالزمان باشید."
معنی این پیشگویی آن است که خداوند قوم اسرائیل را به سرزمین خود باز می‌گرداند و این باعث می‌شود بقیه ملتها چشم خود را باز کنند و اسرائیل را به رهبری بگیرند.

## معنی لغت
خاخام راداک اعتقاد دارد که یهودیان نور در بین ملتها هستند تا جنتیلها را به پیروی از قوانین نوح سوق دهند.
بعضی مفسرین یهودی کتاب مقدس به خصوص در قرون وسطی این آیات را با آیات آخر الزمانی پیوند داده و می‌گویند که صهیون مرکز روحانی تمام دنیا خواهد بود:

## در دنیای امروزی
با آغاز جنبش بازگرداندن یهودیان به ارض مقدس بعضی فیلسوفهای یهودی از آن به عنوان فرصتی برای عملی شدن نور در بین ملتها یاد کردند. به‌طور مثال آبراهام ایزاک کوک که یکی از رهبران جنبش مذهبی صهیونیسم بود معتقد بود تلاش قوم یهود برای بازگرداندن نور بین ملتها است.

## کشور اسرائیل به عنوان نور در بین ملتها
دیوید بن گوریون در نوشته‌های خود به مفهوم برتری اخلاقی و اجتماعی اسرائیل نسبت به تمامی جهانیان اشاره می‌کرد. به‌طور مثال او در مورد پیشبینیهای اشعیا گفته است:
«تاریخ به ما قدرت، ثروت یا سرزمینهای وسیع و قومی بزرگ نداد، ولیکن به ما دانایی و اخلاق‌گرایی غیرمعمولی داد و از این رو این یک برتری و یک وظیفه به عنوان نور در بین ملتها است.» - دیوید بن گوریون
در ژانویه ۱۹۶۲ در مجله لوک دیوید بن گوریون تصویری از آینده دنیا ارائه کرد که در آن گفت:
انتخاب منورا به عنوان سمبل کشور اسرائیل نیز به وضعیت اسرائیل به عنوان نور در بین ملتها ارتباط دارد:
" و یک پدر ایستاد و پیشنهاد کرد:"منورا باید سمبل اسرائیل باشد" و چرا منورا؟، "چون اسرائیل انتخاب شده است که نور در بین ملتها باشد، نوری برای تمامی دنیا، نوری که در معبد اول و دوم روشنایی را به تمامی دنیا می‌فرستاد؛ و همچنین این روزها، در روزهای معبد سوم، منورا نور ما را به تمامی مردم دنیا می‌فرستد." - دکنر شموئل زنویل کاهانا
وضعیت اسرائیل به عنوان نور در بین ملتها در سخنان نخست وزیر فعلی اسرائیل بنیامین نتانیاهو نیز مشخص است همانگونه که در کنفرانس هرتزلیا گفت:
«شما با سرنوشت یک قوم مواجه هستید زیرا امروزه مشخص است که سرنوشت قوم یهود در سرنوشت کشور یهود است. بدون وجود کشور یهود ملت یهود وجود نخواهد داشت. این به معنی آن نیست که کشور یهود دچار خطرات و مشکلات نیست، ولیکن آینده ما و وجود ما اینجاست. با تاسیس کشور یهود یهودیان بیشتر از یک گروه افراد هستند. بلکه آنها گروهی بینیاز در سرزمین خود هستند. توانایی ما در کار گروهی برای تعیین سرنوشت خود آینده ما را رقم خواهد زد، نه به عنوان مردمی که توسط افراد دیگری حکومت می‌شوند، شکست خورده و مورد ظلم هستند، بلکه به عنوان مردمی مغرور با کشوری بزرگ و کشوری که به عنوان نور در بین کشورها خواهد بود.» -بنیامین نتانیاهو، کنفرانس هرتزلیا، 2010.
بنیامین نتانیاهو بار دیگر در سخنان خود در سال ۲۰۱۷ در سازمان ملل متحد اسرائیل را "نور در بین ملتها (جنتیلها)" خواند.